# Сан-Вінченцо-Ла-Коста
Сан-Вінченцо-Ла-Коста (італ. San Vincenzo La Costa, сиц. San Vincenzo La Costa) — муніципалітет в Італії, у регіоні Калабрія,  провінція Козенца.
Сан-Вінченцо-Ла-Коста розташований на відстані близько 420 км на південний схід від Рима, 65 км на північний захід від Катандзаро, 12 км на північний захід від Козенци.
Населення — 2194 особи (2014).
Щорічний фестиваль відбувається 22 січня. Покровитель — San Vincenzo Martire.

## Демографія
Населення за роками:

Станом на 1 січня 2023 року в муніципалітеті офіційно проживало 45 іноземців з 12 країн, серед них 22 громадяни країн Євросоюзу та 9 громадян України.

## Сусідні муніципалітети
- Монтальто-Уффуго
- Ренде
- Сан-Філі